# 福岡県の灯台一覧
福岡県の灯台一覧（ふくおかけんのとうだいいちらん）は、福岡県にある灯台及び、照射灯、灯標などの光波標識をまとめた一覧である。

## 灯台
- 烏帽子島灯台 福岡県糸島市（烏帽子島） - 5859 [M5262]
- 塩塚川口南灯台 福岡県柳川市（筑後ヒヤクカン灯標の北東方約3.2キロメートル） - 6406.5
- 沖ノ島灯台 福岡県宗像市（沖ノ島） - 5817
- 玄界島灯台 福岡県福岡市（玄界島） - 5828[M5272]
- 能古島灯台（残島灯台） 福岡県福岡市（残島北端） - 5831 [M5276]
- 西浦岬灯台 福岡県福岡市（西浦岬） - 5854 [M5271]
- 倉良瀬灯台 福岡県宗像郡玄海町（倉良瀬） - 5810
- 大牟田港灯台 福岡県大牟田港（大牟田川川口） - 6408
- 筑前相ノ島灯台 福岡県糟屋郡新宮町（相ノ島） - 5823
- 筑前大島灯台 福岡県宗像市（神崎鼻） - 5815 [M5288]
- 津屋崎鼻灯台 福岡県福津市（津屋崎鼻） - 5820
- 博多港端島灯台 福岡県福岡市（端島） - 5833
- 白州灯台 藍ノ島（福岡県北九州市）南端の西方約2.7キロメートル - 5544
- 部埼灯台 福岡県北九州市（部埼） - 5409 [M5312]
- 福岡県三池港内港口南灯台 福岡県三池港（三池港灯台の西北西方約1.9キロメートル） - 6412.6
- 福岡県三池港内港口北灯台 福岡県三池港（三池港灯台の西北西方約2.0キロメートル） - 6412.5
- 妙見埼灯台 福岡県北九州市（妙見埼） - 5803
- 門司埼灯台 福岡県北九州市（門司埼） - 5420
- 矢部川口南灯台 福岡県みやま市（塩塚川口南灯台の東南東方約2.7キロメートル） - 6407.5

## 防波堤灯台
- 芦屋港北防波堤灯台 福岡県芦屋港（北防波堤外端）
- 井ノ浦港防波堤灯台 福岡県北九州市（井ノ浦港防波堤外端）
- 稲童港2号防波堤灯台 福岡県行橋市（稲童港2号防波堤外端）
- 宇島漁港東防波堤灯台 福岡県宇島港（宇島漁港東防波堤外端）
- 宇島港西3号防波堤灯台 福岡県宇島港（西3号防波堤外端）
- 加布里港西防波堤灯台 福岡県糸島市（加布里港西防波堤外端）
- 芥屋第二防波堤灯台 福岡県糸島市（芥屋港第二防波堤外端）
- 苅田港東防波堤灯台 福岡県苅田港（東防波堤外端）
- 苅田港南防波堤灯台 福岡県苅田港（南防波堤南端）
- 苅田港北防波堤灯台 福岡県苅田港（北防波堤外端）
- 岐志港西防波堤灯台 福岡県糸島市（岐志港西防波堤外端）
- 吉富港東防波堤灯台 福岡県築上郡吉富町（吉富港東防波堤外端）
- 玄界港第1号防波堤灯台 福岡県福岡市（玄界港第1号防波堤外端）
- 玄界港第6号防波堤南灯台 福岡県福岡市（玄界港第6号防波堤南端）
- 弘港西防波堤灯台 福岡県福岡市（弘港西防波堤外端）
- 三池港北防砂堤灯台 福岡県三池港（北防砂堤外端）
- 志賀島港沖防波堤西灯台 福岡県福岡市（志賀島港沖防波堤西端）
- 志賀島港西防波堤灯台 福岡県福岡市（志賀島港西防波堤外端）
- 志賀島港北防波堤灯台 福岡県福岡市（志賀島港北防波堤外端）
- 志賀島北防波堤灯台 福岡県福岡市（志賀島港北防波堤北端）
- 小呂島港西2号防波堤灯台 福岡県福岡市（小呂島港西2号防波堤外端）
- 鐘崎港西防波堤灯台 福岡県宗像市（鐘崎港西防波堤外端）
- 神湊港北防波堤灯台 福岡県宗像郡玄海町（神湊港北防波堤外端）
- 筑前沖ノ島港沖防波堤東灯台 福岡県宗像郡大島村（沖ノ島港沖防波堤東端）
- 筑前西浦港沖防波堤灯台 福岡県福岡市（西浦港沖防波堤南西端）
- 筑前西浦港沖防波堤南灯台 福岡県福岡市（西浦港沖防波堤南西端）
- 筑前船越港西防波堤灯台 福岡県糸島市（船越港西防波堤外端）
- 筑前相ノ島港南防波堤灯台 福岡県糟屋郡新宮町（相ノ島港南防波堤外端）
- 筑前大島港漁港南3号防波堤灯台 福岡県大島港（漁港南3号防波堤外端）
- 筑前大島港漁港北防波堤灯台 福岡県大島港（漁港北防波堤外端）
- 筑前大島港避難港北防波堤灯台 福岡県大島港（避難港北防波堤外端）
- 筑前姫島港東防波堤灯台 福岡県糸島市（姫島港東防波堤外端）
- 津屋崎港1号防波堤灯台 福岡県福津市（津屋崎港1号防波堤外端）
- 唐泊港第1号防波堤灯台 福岡県福岡市（唐泊港第一防波堤外端）
- 唐泊港第一防波堤灯台 福岡県福岡市（唐泊港第一防波堤外端）
- 奈多港沖防波堤南灯台 福岡県福岡市（奈多港沖防波堤南西端）
- 波津港第一防波堤灯台 福岡県遠賀郡岡垣町（波津港第一防波堤外端）
- 馬島港B防波堤灯台 福岡県北九州市（馬島港B防波堤外端）
- 馬島港西防波堤灯台 福岡県北九州市（馬島港西防波堤外端）
- 博多港西公園下防波堤灯台 福岡県博多港第1区（西公園下防波堤外端）
- 博多港西防波堤南灯台 福岡県博多港（西防波堤南端）
- 博多港西防波堤北灯台 福岡県博多港（西防波堤北端）
- 博多港東防波堤灯台 福岡県博多港（東防波堤西端）
- 柏原港西防波堤灯台 福岡県芦屋港（柏原港西防波堤外端）
- 福吉港北防波堤灯台 福岡県糸島市（福吉港北防波堤外端）
- 柄杓田港防波堤灯台 福岡県北九州市（柄杓田港防波堤外端）
- 野北港西防波堤灯台 福岡県糸島市（野北港西防波堤外端）
- 藍島港寄ノ浦D防波堤灯台 福岡県北九州市（藍島港寄ノ浦D防波堤外端）
- 白島国家石油備蓄基地船溜り西防波堤灯台 関門港響新港区（白島国家石油備蓄基地船溜り西防波堤外端）
- 白島国家石油備蓄基地船溜り東防波堤灯台 関門港響新港区（白島国家石油備蓄基地船溜り東防波堤外端）
- 藍島港大泊E防波堤灯台 福岡県北九州市（藍島港大泊E防波堤外端）
- 藍島港大泊東二防波堤灯台 福岡県北九州市（藍島港大泊東二防波堤外端）
- 藍島港本村南二防波堤灯台 福岡県北九州市（藍島港本村南二防波堤外端）
- 脇田港G防波堤灯台 福岡県北九州市（脇田港G防波堤外端）
- 脇田港沖防波堤南灯台 福岡県北九州市（脇田港沖防波堤南東端）

## 照射灯
- 津屋崎鼻南方照射灯 福岡県福津市（津屋崎鼻灯台）

## 灯標
- 栗ノ上礁灯標 玄界島灯台（福岡県福岡市）の北北東方約13キロメートル
- 三池港沖灯標 三池港北防砂堤灯台（福岡県大牟田市）の西南西方約4.3キロメートル
- 筑後ヒヤクカン灯標 大牟田港灯台（福岡県大牟田市）の北西方約6.4キロメートル
- 筑後川沖灯標 大牟田港灯台（福岡県大牟田市）の北西方約9.4キロメートル
- 筑前ノー瀬灯標 野辺埼（福岡県糸島市）の西北西方約1.0キロメートル
- 長間礁灯標 玄界島灯台（福岡県福岡市）の西方約8.0キロメートル
- 灯台瀬灯標 西浦岬灯台（福岡県福岡市）の西方約8.3キロメートル
- 博多港中央航路第1号灯標 福岡県博多港第3区（博多港西防波堤北灯台の西北西方約4.9キロメートル）
- 博多港中央航路第2号灯標 福岡県博多港第3区（博多港西防波堤北灯台の西北西方約4.9キロメートル）
- 博多港中央航路第3号灯標 福岡県博多港第3区（博多港西防波堤北灯台の西北西方約4.0キロメートル）
- 博多港中央航路第4号灯標 福岡県博多港第3区（博多港西防波堤北灯台の西北西方約3.8キロメートル）
- 博多港中央航路第5号灯標 福岡県博多港第3区（博多港西防波堤北灯台の西北西方約2.4キロメートル）
- 博多港中央航路第6号灯標 福岡県博多港第3区（博多港西防波堤北灯台の西北西方約2.4キロメートル）
- 博多港中央航路第7号灯標 福岡県博多港第3区（博多港西防波堤北灯台の北北東方約240メートル）
- 博多港東航路第1号灯標 福岡県博多港第3区（博多港西防波堤北灯台の北西方約3.2キロメートル）
- 博多港東航路第2号灯標 福岡県博多港第3区（博多港西防波堤北灯台の北西方約2.8キロメートル）
- 博多港東航路第3号灯標 福岡県博多港第3区（博多港西防波堤北灯台の北北西方約3.0キロメートル）
- 博多港東航路第4号灯標 福岡県博多港第3区（博多港西防波堤北灯台の北北西方約2.6キロメートル）
- 博多港東航路第5号灯標 福岡県博多港第2区（博多港西防波堤北灯台の北方約3.4キロメートル）
- 博多港東航路第6号灯標 福岡県博多港第3区（博多港西防波堤北灯台の北方約3.1キロメートル）

## 灯浮標
- オノマ瀬灯浮標 倉良瀬灯台（福岡県宗像市）の南西方約3.2キロメートル
- クタベ瀬南西灯浮標 西浦岬灯台（福岡県福岡市）の東北東方約1.1キロメートル
- シタエ曽根灯浮標 玄界島灯台（福岡県福岡市）の東北東方約3.3キロメートル
- 井ノ浦港第1号灯浮標 井ノ浦港防波堤灯台（福岡県北九州市）の北方約130メートル
- 井ノ浦港第2号灯浮標 井ノ浦港防波堤灯台（福岡県北九州市）の北北西方約180メートル
- 一ノ瀬灯浮標 倉良瀬灯台（福岡県宗像市）の南南西方約4.2キロメートル
- 宇島港沖第1号灯浮標 宇島港西3号防波堤灯台（福岡県豊前市）の北方約2.3キロメートル
- 宇島港沖第2号灯浮標 宇島港西3号防波堤灯台（福岡県豊前市）の北方約2.3キロメートル
- 横瀬北灯浮標 白州灯台（福岡県北九州市）の西南西方約5.9キロメートル
- 下関南東水道第1号灯浮標 部埼灯台（福岡県北九州市）の南東方約2.9キロメートル
- 苅田港神ノ島東第1号灯浮標 福岡県苅田港内（苅田港東防波堤灯台の東方約760メートル）
- 苅田港神ノ島東第2号灯浮標 福岡県苅田港内（苅田港東防波堤灯台の東方約660メートル）
- 苅田港第1号灯浮標 苅田港東防波堤灯台（福岡県京都郡苅田町）の東北東方約8.2キロメートル
- 苅田港第2号灯浮標 苅田港東防波堤灯台（福岡県京都郡苅田町）の東北東方約8.2キロメートル
- 苅田港第3号灯浮標 苅田港東防波堤灯台（福岡県京都郡苅田町）の東北東方約6.5キロメートル
- 苅田港第4号灯浮標 苅田港東防波堤灯台（福岡県京都郡苅田町）の東北東方約6.6キロメートル
- 苅田港第5号灯浮標 苅田港東防波堤灯台（福岡県京都郡苅田町）の東北東方約4.5キロメートル
- 苅田港第6号灯浮標 苅田港東防波堤灯台（福岡県京都郡苅田町）の東北東方約4.6キロメートル
- 苅田港第7号灯浮標 福岡県苅田港内（苅田港東防波堤灯台の東北東方約2.4キロメートル）
- 苅田港第8号灯浮標 福岡県苅田港内（苅田港北防波堤灯台の東北東方約2.4キロメートル）
- 苅田港第9号灯浮標 福岡県苅田港内（苅田港東防波堤灯台の東北東方約1.3キロメートル）
- 苅田港南第1号灯浮標 福岡県苅田港内（苅田港東防波堤灯台の西南西方約350メートル）
- 苅田港南第3号灯浮標 福岡県苅田港内（苅田港東防波堤灯台の南西方約1.1キロメートル）
- 苅田港南第4号灯浮標 福岡県苅田港内（苅田港東防波堤灯台の南西方約1.4キロメートル）
- 九地整苅田港神ノ島北第1号灯浮標 福岡県苅田港（苅田港東防波堤灯台の北北西方約70メートル）
- 九地整苅田港神ノ島北第2号灯浮標 福岡県苅田港（苅田港東防波堤灯台の北方約270メートル）
- 三池港第2号灯浮標 福岡県三池港内（三池港北防砂堤灯台の南方約350メートル）
- 新門司第1号灯浮標 新門司防波堤灯台（福岡県北九州市）の北東方約3.5キロメートル
- 新門司第2号灯浮標 新門司防波堤灯台（福岡県北九州市）の北東方約3.5キロメートル
- 新門司第3号灯浮標 新門司防波堤灯台（福岡県北九州市）の西方約350メートル
- 新門司第4号灯浮標 新門司防波堤灯台（福岡県北九州市）の北東方約1.7キロメートル
- 新門司第5号灯浮標 新門司防波堤灯台（福岡県北九州市）の西方約350メートル
- 新門司第6号灯浮標 新門司防波堤灯台（福岡県北九州市）の西方約970メートル
- 大牟田港灯浮標 福岡県大牟田港内（三池港北防砂堤灯台の北方約2.9キロメートル）
- 地ノ島北西灯浮標 倉良瀬灯台（福岡県宗像郡玄海町）の南東方約800メートル
- 筑前丸山出シ灯浮標 白州灯台（福岡県北九州市）の西南西約3.9キロメートル
- 中ノ州西灯浮標 部埼灯台（福岡県北九州市）の北北西方約2.5キロメートル
- 中ノ州南西灯浮標 部埼灯台（福岡県北九州市）の北方約1.8キロメートル
- 波津白瀬灯浮標 波津港第一防波堤灯台（福岡県遠賀郡岡垣町）の北方約5.2キロメートル
- 博多港ハツ瀬灯浮標 福岡県博多港第3区内（残島灯台の南東方約1.7キロメートル）
- 博多港鵜来島北灯浮標 福岡県博多港第3区内（博多港西防波堤南灯台の西北西方約1.3キロメートル）
- 博多港角瀬南灯浮標 福岡県博多港第3区内（残島浜崎の東南東方約400メートル）
- 博多港第1号灯浮標 福岡県博多港第3区内（博多港端島灯台の南南西方約380メートル）
- 博多港第2号灯浮標 福岡県博多港第3区内（博多港端島灯台の南南西方約580メートル）
- 博多港第3号灯浮標 福岡県博多港内（博多港東防波堤灯台の西北西方約2.6キロメートル）
- 博多港第4号灯浮標 福岡県博多港第3区内（博多港東防波堤灯台の西北西方約2.6キロメートル）
- 博多港第5号灯浮標 福岡県博多港内（博多港東防波堤灯台の西方約330メートル）
- 博多港第7号灯浮標 福岡県博多港第1区内（博多港東防波堤灯台の南東方約770メートル）
- 博多港第8号灯浮標 福岡県博多港第3区内（博多港東防波堤灯台の西北西方約2.6キロメートル）
- 博多港第9号灯浮標 福岡県博多港内第3区内（博多港東防波堤灯台の西方約330メートル）
- 博多港中央ふ頭北灯浮標 福岡県博多港第1区内（博多港東防波堤灯台の南東方約770メートル）
- 博多港中央航路第1号灯浮標 福岡県博多港第3区内（博多港端島灯台の南南西方約380メートル）
- 博多港中央航路第2号灯浮標 福岡県博多港第3区内（博多港端島灯台の南南西方約690メートル）
- 博多港中央航路第3号灯浮標 福岡県博多港第3区内（博多港端島灯台の南東方約1.4キロメートル）
- 博多港中央航路第5号灯浮標 福岡県博多港第3区内（博多港端島灯台の南東方約2.6キロメートル）
- 博多港中央航路第6号灯浮標 福岡県博多港第3区内（博多港東防波堤灯台の西北西方約2.7キロメート）
- 博多港中央航路第7号灯浮標 福岡県博多港第3区内（博多港東防波堤灯台の西方約330メートル）
- 博多港中央航路第8号灯浮標 福岡県博多港第3区内（博多港東防波堤灯台の西北西方約2.6キロメートル）
- 博多港中央航路第9号灯浮標 福岡県博多港第3区内（博多港東防波堤灯台の西方約330メートル）
- 博多港東航路第1号灯浮標 福岡県博多港第3区内（博多港端島灯台の南東方約1.8キロメートル）
- 博多港東航路第3号灯浮標 福岡県博多港第3区内（博多港東防波堤灯台の北西方約2.8キロメートル）
- 博多港東航路第4号灯浮標 福岡県博多港第3区内（博多港東防波堤灯台の北西方約2.6キロメートル）
- 博多港東航路第5号灯浮標 福岡県博多港第2区内（博多港東防波堤灯台の北方約3.0キロメートル）
- 博多港東航路第6号灯浮標 福岡県博多港第3区内（博多港東防波堤灯台の北方約2.8キロメートル）
- 博多港東第1号灯浮標 福岡県博多港第3区内（博多港端島灯台の南東方約1.8キロメートル）
- 博多港東第3号灯浮標 福岡県博多港第2区内（博多港東防波堤灯台の北方約3.0キロメートル）
- 博多港東第4号灯浮標 福岡県博多港第3区内（博多港東防波堤灯台の北方約2.8キロメートル）
- 博多港東防波堤南方第1号灯浮標 福岡県博多港内（博多港東防波堤灯台の東方約400メートル）
- 博多港東防波堤南方第3号灯浮標 福岡県博多港第1区内（博多港東防波堤灯台の東方約900メートル）
- 博多港東防彼堤南方第1号灯浮標 福岡県博多港第1区内（博多港東防波堤灯台の東南東方約350メートル）
- 博多港八ツ瀬灯浮標 福岡県博多港第3区（残島灯台の南東方約1.7キロメートル）
- 白州南西方灯浮標 白州灯台（福岡県北九州市）の西南西方約1.7キロメートル
- 姫島曽根灯浮標 姫島三角点（福岡県糸島市）の南方約2.5キロメートル
- 福岡県苅田港G灯浮標 福岡県苅田港内（苅田港北防波堤灯台の北北西方約680メートル）
- 福岡県苅田港H灯浮標 福岡県苅田港（苅田港北防波堤灯台の東北東方約940メートル）
- 福岡県苅田港I灯浮標 福岡県苅田港内（苅田港北防波堤灯台の東北東方約660メートル）
- 福岡県苅田港J灯浮標 福岡県苅田港内（苅田港北防波堤灯台の北東方約380メートル）
- 福岡県苅田港K灯浮標 福岡県苅田港内（苅田港北防波堤灯台の北方約430メートル）
- 福岡県苅田港L灯浮標 福岡県苅田港内（苅田港北防波堤灯台の北北西方約680メートル）
- 福岡県苅田港第1号灯浮標 福岡県苅田港内（苅田港北防波堤灯台の北北西方約850メートル）
- 福岡県苅田港第2号灯浮標 福岡県苅田港内（苅田港北防波堤灯台の北北西方約1.3キロメートル）
- 福岡県苅田港第3号灯浮標 福岡県苅田港内（苅田港北防波堤灯台の北方約1.1キロメートル）
- 福岡県苅田港第4号灯浮標 福岡県苅田港内（苅田港北防波堤灯台の北方約760メートル）
- 福岡県苅田港第5号灯浮標 福岡県苅田港内（苅田港北防波堤灯台の北北西方約680メートル）
- 六連島西水路第5号灯浮標 馬島港B防波堤灯台（福岡県北九州市）の西方約1.0キロメートル
- 六連島西水路第6号灯浮標 若松洞海湾口防波堤灯台（福岡県北九州市）の北北西方約2.8キロメートル

## 導灯
- 大瀬戸第1号導灯（前灯） 福岡県北九州市小倉区
- 大瀬戸第1号導灯（後灯） 福岡県北九州市小倉区（前灯の南東方約260メートル）
- 大瀬戸第2号導灯（前灯） 福岡県北九州市門司区
- 大瀬戸第2号導灯（後灯） 福岡県北九州市門司区（前灯の東南東方約210メートル）
- 大瀬戸第3号導灯（前灯） 福岡県北九州市門司区（山底ノ鼻灯台の東方約1.5キロメートル）
- 大瀬戸第3号導灯（後灯） 福岡県北九州市門司区（前灯の東北東方約200メートル）
- 製鉄戸畑泊地導灯（前灯） 福岡県北九州市（戸畑信号所の西南西方約1.3キロメートル）
- 製鉄戸畑泊地導灯（後灯） 福岡県北九州市（前灯の西南西方約360メートル）
- 砂津導灯（前灯） 福岡県小倉市
- 砂津導灯（後灯） 福岡県小倉市（前灯の南西方約800メートル）
- 戸畑航路導灯（前灯） 福岡県北九州市（戸畑信号所の南方約650メートル）
- 戸畑航路導灯（後灯） 福岡県北九州市（前灯の南南西方約32メートル）

## 橋梁灯
- 関門橋橋梁灯（C1灯） 関門港（関門橋中央）
- 関門橋橋梁灯（L1灯） 関門橋橋梁灯（C1灯）の西北西方約260メートル
- 関門橋橋梁灯（R1灯） 関門橋橋梁灯（C1灯）の東南東方約260メートル
- 荒津大橋橋梁灯（B1灯） 荒津大橋橋梁灯（C1灯）の東方約50メートル
- 荒津大橋橋梁灯（C1灯） 福岡県博多港第1区内（博多港西公園下防波堤灯台の南東方約880メートル）
- 荒津大橋橋梁灯（D1灯） 荒津大橋橋梁灯（C1灯）の西方約50メートル
- 荒津大橋橋梁灯（E1灯） 荒津大橋橋梁灯（C1灯）の西方約63メートル
- 荒津大橋橋梁灯（E2灯） 荒津大橋橋梁灯（C1灯）の西方約65メートル
- 荒津大橋橋梁灯（L1灯） 荒津大橋橋梁灯（C1灯）の東方約50メートル
- 荒津大橋橋梁灯（P1灯） 荒津大橋橋梁灯（C1灯）の西方約63メートル
- 荒津大橋橋梁灯（P2灯） 荒津大橋橋梁灯（C1灯）の西方約65メートル
- 荒津大橋橋梁灯（R1灯） 荒津大橋橋梁灯（C1灯）の西方約50メートル
- 若戸大橋橋梁灯（L1灯） 若戸大橋橋梁灯（C1灯）の東南東方約130メートル
- 若戸大橋橋梁灯（R1灯） 若戸大橋橋梁灯（C1灯）の西北西方約120メートル
- 新田大橋橋梁灯（C1灯） 福岡県若津港内（早津江川口西灯台の北北東方約6.4キロメートル）
- 新田大橋橋梁灯（L1灯） 新田大橋橋梁灯（C1灯）の北西方約30メートル
- 新田大橋橋梁灯（R1灯） 新田大橋橋梁灯（C1灯）の南東方約30メートル
- 新北九州空港連絡橋橋梁灯（C1灯） 福岡県京都郡苅田町（新北九州空港連絡橋北側面中央）
- 新北九州空港連絡橋橋梁灯（C2灯） 福岡県京都郡苅田町（新北九州空港連絡橋南側面中央）
- 新北九州空港連絡橋橋梁灯（L1灯） 新北九州空港連絡橋橋梁灯（C1灯）の東北東方約67メートル
- 新北九州空港連絡橋橋梁灯（L2灯） 新北九州空港連絡橋橋梁灯（C2灯）の東北東方約67メートル
- 新北九州空港連絡橋橋梁灯（P1灯） 新北九州空港連絡橋橋梁灯（C1灯）の東北東方約100メートル
- 新北九州空港連絡橋橋梁灯（P2灯） 新北九州空港連絡橋橋梁灯（C2灯）の東北東方約110メートル
- 新北九州空港連絡橋橋梁灯（P3灯） 新北九州空港連絡橋橋梁灯（C1灯）の西南西方約110メートル
- 新北九州空港連絡橋橋梁灯（P4灯） 新北九州空港連絡橋橋梁灯（C2灯）の西南西方約100メートル
- 新北九州空港連絡橋橋梁灯（R1灯） 新北九州空港連絡橋橋梁灯（C1灯）の西南西方約67メートル
- 新北九州空港連絡橋橋梁灯（R2灯） 新北九州空港連絡橋橋梁灯（C2灯）の西南西方約67メートル

## 橋梁標
- 新北九州空港連絡橋橋梁標（C1標） 苅田港北防波堤灯台（福岡県京都郡苅田町）の北北東方約2.7キロメートル
- 新北九州空港連絡橋橋梁標（C2標） 苅田港北防波堤灯台（福岡県京都郡苅田町）の北北東方約2.6キロメートル
- 新北九州空港連絡橋橋梁標（L1標） 新北九州空港連絡橋橋梁標（C1標）の東北東方約65メートル
- 新北九州空港連絡橋橋梁標（L2標） 新北九州空港連絡橋橋梁標（C2標）の東北東方約65メートル
- 新北九州空港連絡橋橋梁標（R1標） 新北九州空港連絡橋橋梁標（C1標）の西南西方約65メートル
- 新北九州空港連絡橋橋梁標（R2標） 新北九州空港連絡橋橋梁標（C2標）の西南西方約65メートル

## 船舶通航信号所
- 大瀬戸船舶通航信号所 福岡県北九州市門司区（金ノ弦岬灯台の南南東方約1.7キロメートル）
- 白島石油備蓄基地船舶通航信号所 福岡県北九州市若松区（男島）
- 門司船舶通航信号所 福岡県北九州市門司区

## その他
- 響新港洋上風況観測塔灯 関門港響新港区（響新港西1号防波堤東灯台の西北西方約830メートル）
- 響新港洋上風車灯 関門港響新港区（響新港西1号防波堤東灯台の西北西方約630メートル）
- 白島国家石油備蓄基地南ITVタワー灯 関門港響新港区（白島国家石油備蓄基地シーバース灯の南南西方約1.2キロメートル）
- 白島国家石油備蓄基地北ITVタワー灯 関門港響新港区（白島国家石油備蓄基地シーバース灯の南南西方約720メートル）
- 白島国家石油備蓄基地シーバース灯 関門港響新港区（白島国家石油備蓄基地シーバース中央）
- 苅田港沖波浪観測塔灯 福岡県京都郡苅田町（苅田港東防波堤灯台の東方約5.5キロメートル）
- 四港建苅田港沖波浪観測塔灯 苅田港東防波堤灯台（福岡県苅田港内)の東方約5.5キロメートル
- 新北九州空港進入灯橋先端灯 福岡県北九州市（新北九州空港進入灯橋先端）
- 筑前相ノ島南方海洋牧場施設灯 筑前相ノ島港南防波堤灯台（福岡県糟屋郡新宮町（相ノ島））の南南東方約6.0キロメートル
- 部埼潮流信号所 福岡県北九州市門司区（部埼）
- 福岡県苅田港H灯浮標 福岡県苅田港内（苅田港北防波堤灯台の東北東方約940メートル）